# Амбудириана
Амбудириана (на малгашки: Ambodiriana) е община (каоминина) в Мадагаскар, провинция Антанариву, регион Вакинанкарача, окръг Антанифуци. Населението на общината през 2001 година е 15 122 души.